# Ремовська Олена Валеріївна
Ремовська Олена Валеріївна (нар. 10 липня 1989, м. Київ) — журналістка та ведуча. З 2021 року працює на Суспільному Мовленні. Авторка проєкту «Ремовська Інтерв'ю». Лауреатка премії «Честь професії» у номінації «Найкраще новинне висвітлення резонансної події» (2019), потрапила в шорт-лист цієї Премії і у 2021 році. Авторка книги «Говорить Радіо Свобода. Історія української редакції» (2014). У грудні 2023 року отримала відзнаку Фундації Суспільність за особливий внесок у розвиток журналістики й високі професійні стандарти.

## Біографія
Народилася в Києві в родині лікарів. Має молодшого брата, який займається дизайном інтер'єрів.
Дитинство пройшло в Білій Церкві (Київська область). Закінчила Білоцерківську СЗШ № 9 (зараз — Білоцерківський ліцей іноземних мов — гімназія № 9).
Випускниця Інституту журналістики Київського національного університету імені Тараса Шевченка (2012).

### Кар'єра
З 2009 року — журналістка Української редакції Радіо Свобода.
У 2014 році видала книгу «Говорить Радіо Свобода. Історія української редакції».
У 2016 році брала участь у запуску проєкту «Донбас.Реалії».
У 2018 році впродовж пів року працювала в департаменті закордонного співробітництва Суспільного Мовлення.
Пізніше того ж року повернулася в Українську редакцію Радіо Свобода ведучою проєкту «Крим.Реалії». У 2020 році отримала нагороду «Честь професії» за радіоефір про масові обшуки у кримських татар в окупованому Криму наприкінці березня 2019 року.
Ще на Радіо Свобода почала роботу в жанрі інтерв'ю. У 2016 році взяла інтерв'ю у американського сенатора Джоном Маккейном. У 2021 році — у державного секретаря США Ентоні Блінкена, міністра закордонних справ Литви Габріелюсом Ландсбергісом, президентки Естонії Керсті Кальюлайд.
У жовтні 2021 року повернулася на Суспільний мовник ведучою ток-шоу «Полюси» на Першому каналі Суспільного Мовлення. Програма виходила тричі на тиждень у прямому ефірі до початку повномасштабного вторгнення Росії в Україну. 24 лютого 2022 року була однією з ведучих інформаційного марафону в ефірі Першого каналу Суспільного.
З кінця травня 2022 року — ведуча проєкту інтерв'ю в ефірі інформаційного телемарафону «Єдині новини #UAразом» та на YouTube-каналах Суспільного. За цей час гостями проекту були зокрема президентка Єврокомісії Урсула фон дер Ляєн, українські генерали Олександр Павлюк та Сергій Наєв, міністри Дмитро Кулеба, Михайло Федоров, Ігор Клименко, волонтери Тарас Чмут та Сергій Притула.
В 2022 році російський Комітет захисту національних інтересів оголосив журналістку ворогом росії.
У серпні 2023 року на YouTube-каналі Суспільне Новини стартував новий проєкт «Ремовська Інтерв'ю». Його першим гостем став Герой України, командир 59-ї бригади Вадим Сухаревський.

## Соціальні мережі
- «Ремовська Інтерв'ю»
- «Ремовська Дайджест»
- «Behind Two Walls»(«За двома стінами»)[12][13]